# Jaderná elektrárna Fort Calhoun
Jaderná elektrárna Fort Calhoun (anglicky Fort Calhoun Nuclear Generating Station) je uzavřenou jadernou elektrárnou ve Spojených státech. Leží poblíž měst Fort Calhoun a Blair a rozkládá se na ploše zhruba 2,7 km2. Elektrárnu vlastní a provozovala společnost Omaha Public Power District. Reaktor elektrárny dodala a vybudovala americká společnost Combustion Engineering. Ačkoliv měla elektrárna od NRC provozní licenci do 9. srpna 2033, ukončila navždy svůj provoz dne 24. října 2016.

## Historie a technické informace

### Reaktor
Výstavba prvního bloku započala dne 7. června 1968. Jednalo se o tlakovodní reaktor od americké firmy Combustion Engineering. Hrubý výkon reaktoru činil 512 MW a čistý výkon po odpočtu vlastních potřeb bloku byl 482 MW. Blok byl poprvé přifázován k rozvodné síti dne 25. srpna 1973 a do komerčního provozu přešel 26. září 1973.
Elektrárna prošla v roce 2006 rekonstrukcí, kdy byly vyměněny parogenerátory, kompenzátor tlaku, hlava reaktorové nádoby, nízkotlaké turbíny a hlavní transformátor.

#### Záplavy 2011
V červnu 2011 jadernou elektrárnu zasáhla rozvodněná řeka Missouri. NRC ihned oznámila neobvyklou událost. Očekávalo se totiž, že řeka vydrží rozvodněná týdny až měsíce. Kolem hlavních budov elektrárny byly umístěny gumové nafukovací zábrany a pytle s pískem. Podle NRC byla elektrárna vybudována tak, aby zvládla pětisetletou vodu. Dne 17. června blok přešel do studené odstávky a do záložních generátorů bylo přivezeno palivo, které mělo vystačit až na čtyři týdny, pokud by došlo k odpojení od externího napájení.
26. června došlo k proražení nafukovací protipovodňové zábrany zemním strojem, která chránila elektrické transformátory, což způsobilo odpojení od externího napájení a blok tak přešel na napájení záložními naftovými generátory.
Po opětovném klesnutí hladiny vody v řece vynaložila společnost Omaha Public Power Disctrict 180 milionů dolarů na opětovné uvedení elektrárny do provozu a provedla na 450 úprav, které přikázala NRC. Blok byl spuštěn na plný výkon 26. prosince 2013.
V polovině března 2014, během údržbářských prací na turbogenerátoru elektrárny, začal chladicí systém turbíny ztrácet vodu, což přimělo automatický bezpečnostní systém k odstavení turbín a poté i reaktoru, podle zprávy předložené NRC. Očekávalo se však, že odstávka bude dočasná.
Dne 16. června 2016 správní rada Omaha Public Power District jednomyslně odhlasovala uzavření elektrárny Fort Calhoun. Toto rozhodnutí bylo založeno na finančním zájmu jak OPPD, tak jeho zákazníků.
Elektrárna byla navždy uzavřena dne 24. října 2016. Od té doby probíhá demolice areálu.

#### Blok 2
Výstavba druhého bloku byla zahájena dne 1. srpna 1973. Jednalo se o čtyřsmyčkový tlakovodní reaktor Westinghouse M412 o hrubém výkonu 1123 MW a čistém výkonu 1070 MW. Jeho výstavba však byla vlivem finančních potíží zastavena 1. listopadu 1980.

### Okolní obyvatelstvo
NRC definuje dvě zóny havarijního plánování kolem jaderných elektráren. První o poloměru 16 kilometrů, která se týká především vystavení radioaktivní kontaminace vzduchu a poté druhou o poloměru 80 kilometrů, jež se zabývá kontaminací potravin a vody.
Podle studie NRC zveřejněné v srpnu 2010 byl odhad každoročního rizika zemětřesení dostatečně silného na to, aby způsobilo poškození aktivní zóny reaktoru 1 ku 76 923.

## Informace o reaktorech
| Reaktor        | Typ reaktoru      | Výkon   | Výkon   | Zahájení výstavby | Připojení k síti                   | Uvedení do provozu                 | Uzavření     |
| Reaktor        | Typ reaktoru      | Čistý   | Hrubý   | Zahájení výstavby | Připojení k síti                   | Uvedení do provozu                 | Uzavření     |
| -------------- | ----------------- | ------- | ------- | ----------------- | ---------------------------------- | ---------------------------------- | ------------ |
| Fort Calhoun-1 | CE - dvousmyčkový | 482 MW  | 512 MW  | 7. 6. 1968        | 25. 8. 1973                        | 26. 9. 1973                        | 24. 10. 2016 |
| Fort Calhoun-2 | Westinghouse M412 | 1070 MW | 1123 MW | 1. 8. 1973        | Výstavba zrušena 1. listopadu 1980 | Výstavba zrušena 1. listopadu 1980 |              |